# نزهة الألباء في طبقات الأدباء
نزهة الألباء في طبقات الأدباء. كتاب ألفه أبو البركات، كمال الدين، عبد الرحمن بن محمد الأنباري؛ في تراجم اللغويين والنحويين والأدباء كما قال في مقدمة الكتاب: ذكرت في هذا الكتاب معارف أهل هذه الصناعة الأعيان، ومن قاربهم في الفضل والإتقان، وبينت أحوالهم وأزمانهم على غاية من الكشف والبيان.

## نبذه عن الكتاب
استهل ابن الأنباري كتابه بمقدمة ذكر فيها نشأة علم النحو، وعزا أصول ذلك إلى علي بن أبي طالب (رضي الله عنه) الذي أخذ عنه أبو الأسود الدؤلي. ثم عرض لأسباب وضع النحو وساق القصة المشهورة التي رواها أبو الأسود عن علي ـ رضي الله عنه ـ وأطال في ذلك. وذكر نصر بن عاصم ويحيى بن يعمر وغيرهما. وقد مزج مقدمة الكتاب بالتراجم دون فصل.

### منهج الكتاب
قال المؤلف :
اتبع الأنباري نهج من سبقه، فصنف العلماء حسب ترتيبهم الزمني فبدأ بذكر النحويين واللغويين الأوائل ثم استمر في ذلك حتى عصره. وبذلك يعد كتاب الأنباري تكملة لكتاب أبي بكر الزبيدي طبقات النحويين واللغويين لأنه سار على نمطه ثم أكمله بذكر علماء القرون التالية لعصر الزبيدي.
وإن كان الزبيدي قصر تصنيفه على النحويين واللغويين فقد زاد الأنباري عليه بإدخاله تراجم بعض الشعراء والكتّاب كأبي نواس وأبي تمام والجاحظ والصاحب بن عبّاد وأضرابهم. ولعل المؤلف ينطلق من مفهوم واسع للأدب يجعله يضم هؤلاء العلماء نحاة ولغويين وشعراء وكتّابًا. إلاّ أن المأخذ عليه هو توسيعه دائرة البحث ومعالجته لأربع طوائف مما جعله يقتضب التراجم ولا يوفي أي طائفة من طوائف العلماء حقها.
وقد جاء الكتاب مختصرًا وجيزًا ضم نحو مائة وسبعين ترجمة وهو عدد قليل إذا قيس بالمصنفات التي سبقته. وقد كان بإمكانه أن يؤلّف كتابًا ضخمًا يضمنه عصارة الكتب التي ألفت قبله مثل كتاب الزبيدي ثم يضيف إليه علماء القرنين الخامس والسادس اللذين لم يدركهما الزبيدي. غير أنا نجد للأنباري عذرًا؛ إذ ربما كان هذا الكتاب من جهده المحض، وأنه لم يطّلع على كتاب الزبيدي، ولا وقف عليه، لبعد الشُّقة بينهما؛ لأن الأنباري بالمشرق والزبيدي بالأندلس. والذي يؤكد هذا أن الأنباري لم يذكر الزبيدي في تراجمه.
بدأ الأنباري تراجمه بأبي الأسود ثم مضى في ذلك حتى ختمها بشيخه أبي السعادات ابن الشجري. وقال عنه إنه آخر من شاهده من أكابر حذاق العربية. وقد ذكر سلسلة طويلة أخذ عنها شيخه ابن الشجري وكأنه يريد أن يؤكد أن علومه هذه قد أخذها عن الأكابر سندًا متصلاً.